# アンドレ・リオーズ
アンドレ・リオーズ（André Riousse、1895年 - 1952年）は、フランスのランドスケープアーキテクト。
1927年から、シャトネ＝マラブリーのレッドビュートガーデンシティ (fr:Cite-jardin de la Butte-Rouge) （ビュット＝ルージュ）にルイ・アルフヴィドソン、ジョゼ・バッソンピエールらと初期から参画。この庭園都市の風景に、植物との関係でみると、60ヘクタールの面積を占めるその都市としてのバランスが、エベネザー・ハワードが示した理論上の図・グリーンベルトの役割を果たし、森の非常に起伏のあるエッジを形成させた。
隣接の既存樹林を都市のグリーンベルトに見立て、分散的に配された小規模な低層住棟の背後にそれぞれが自然風な植栽が施された庭を持つ計画となっている。
フランスでランドスケープアーキテクトという職を社会認知させ確立させた人物である。

## 人物概要
建築の教育を受けたが、家業の造園業を父から引き継ぐ。
パリ万国博覧会 (1925年)にも参加。
リオーズがフランスで大規模な住宅団地の都市景観の生産への参加を含め第二次世界大戦後の風景構築における役割について、実際にはリンクレガシーを運ぶグロリアスイヤーズ（1945年から1975年）として知られている期間中に、アクティブな都市オープンスペースの設計を担当する設計の専門家、新世代の生産を示し公園や庭園、社会に重大な変化が率いる新しい規模プロジェクトが直面していた。
著書にPetits Jardins d'Aujourd'hui （1930年）などがある。